# Мариан Йелински
Мариан Йелински (на кашубски: Marión Jelińsczi; род. 1949 г. във Шемировице) е кашубски писател и д-р, ветеринарен лекар.
Йелински е признат авторитет в пчелните болести и активен член на кашубската общност. Той участва в редица дейности, насочени към запазването на кашубския език и култура. Йелински е известен и с подкрепата си за кашубска бродерия и изграждане на мостове между кашубските общности в Полша и Канада.
Той и съпругата му Алиджа имат двама сина и живеят в Зуково, близо до Гданск.